# Allium pilosum
Espèce
Classification APG III (2009)
Allium pilosum est une espèce de géophyte bulbeux vivace du genre Allium de la famille des Amaryllidacées endémique de Grèce. C'est une espèce rare inscrite sur la liste rouge des espèces menacées. 

## Habitat
Allium pilosum est une espèce rare qui a pour aire de répartition naturelle quelques îles de la mer Égée. Décrit d'abord sur l'île de Kímolos; trouvé plus tard sur les îles de Naxos, Astypalée, Milos, Psará; il a été rapporté également des découvertes sur la petite île de Pontikoúsa à l'ouest d'Astypalée. Il est présent dans les prairies éphémères au milieu des phryganes sur substrats siliceux (Schistes granites et roches volcaniques). Du point de vue phytosociologique, il fait partie des communautés appartenant à la classe « Tuberarietea guttatae » (végétations annuelles acidophiles des arènes et tonsures).

## Description
La tige mesure moins de 15 cm. Les feuilles et les gaines sont très poilues. Les ombelles sont formées de fleurs rose-lilas et brillantes. Les étamines sont simples. Allium pilosum est une espèce à floraison printanière (mai-début juin).